# مطار الرباط سلا الدولي
مطار الرباط سلا الدولي (إياتا: RBA، إيكاو: GMME) هو مطار دولي يتواجد في مدينة سلا على بعد 8 كلم من الرباط العاصمة الإدارية للمملكة المغربية و 90 كلم عن العاصمة الاقتصادية الدار البيضاء، يبلغ طول المدرج 3500 متر وعرضه 45 متر. يحتل المطار المرتبة السادسة في المغرب من حيث عدد المسافرين، وتبلغ الطاقة الاستعابية للمطار 1.5 مليون مُسافر في السنة. ولكونه يقع بجوار العاصمة الرباط، فهو المطار الرئيسي لإستقبال قادة الدول والبعثات الديبلوماسية الذين يزورون المغرب.

## تاريخ
- 28 يوليوز 2017: حصل المطار على شهادة ترخيص المنشآت المطارية لمنظمة الطيران المدني الدولي.
- 19 دجنبر 2018: أشرف الملك محمد السادس على وضع الحجر الأساس لبناء محطة جوية جديدة بمطار الرباط سلا الدولي، والتي من شأنها رفع الطاقة الاستعابية للمطار إلى 4 ملايين مسافر في السنة.[3]

## المحطات الجوية
- المحطة الجوية 1: تبلغ مساحتها 000 16 متر مربع، وهي المحطة الجوية الرئيسية التي تستخدمها شركات الطيران.
- المحطة الجوية 2: تبلغ مساحتها 500 3 متر مربع، وهي محطة جوية صغيرة مخصصة للرحلات الجوية الداخلية ورحلات تونس.

## شركات الطيران
| شركات الطيران             | الوجهات (آخر تحديث 01/04/2024)                                                                       |
| ------------------------- | --- |
| الخطوط الملكية المغربية   | الرشيدية - العيون - مدريد - مارسيليا - باريس أورلي - بروكسل - لندن هيثرو رحلات موسمية: جدة - المدينة |
| العربية للطيران المغرب    | أكادير - الناظور - وجدة - باريس - بروكسل - برشلونة - إسطنبول - بازل                                  |
| الخطوط الجوية الفرنسية    | باريس                                                                                                |
| رايان إير                 | مالقة - إشبيلية - مدريد - مارسيليا - روما - باريس بوفيه - بروكسل - ويزي - تولوز - برشلونة - بوردو    |
| رايان إير المملكة المتحدة | لندن ستانستد                                                                                         |
| إيزي_جيت                  | نيس - نانت - ليون - باريس شارل ديغول - جنيف                                                          |
| توي فلاي بلجيكا           | باريس أورلي - بروكسل شارلروا الجنوب                                                                  |
| ترانسافيا فرنسا           | باريس أورلي - مونبلييه                                                                               |

## الاستخدام العسكري

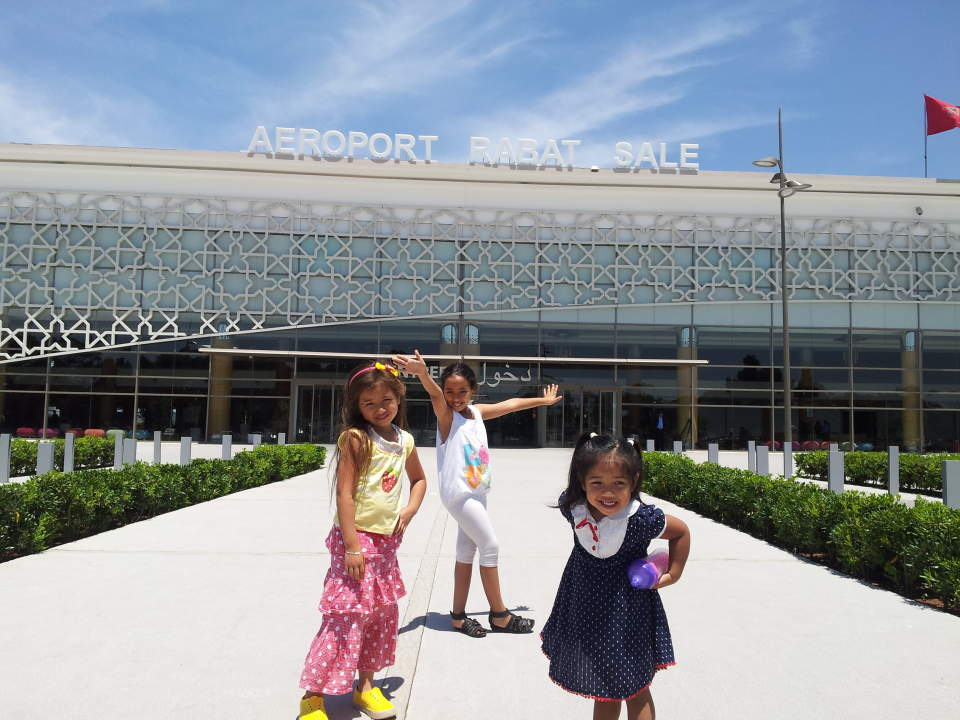
مطار سلا

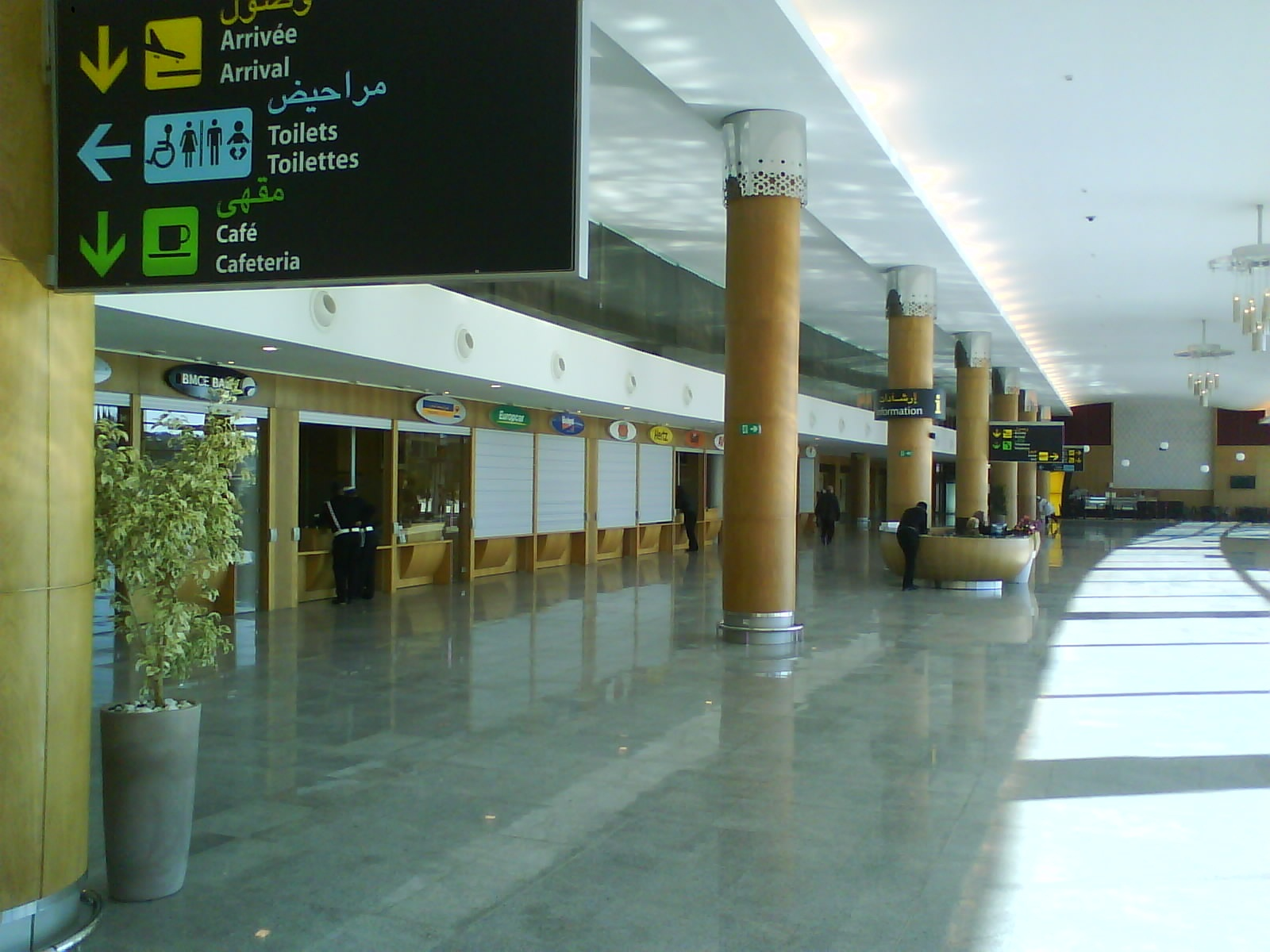
مطار سلا

كونه يُعتبر مطار العاصمة المغربية، فهو يتوفر على بنية تحتية مهمة للقوات المسلحة الملكية المغربية، بالإضافة لمركز عمليات كبير خاص بأسطول طائرات الدرك الملكي من طراز أيرس ثراش والخاصة بإطفاء الحرائق، ويتوفر المطار أيضاً على مستودعات كبيرة لتخزين الطائرات الملكية والحكومية.

## إحصائيات
حركة المسافرين:
| 2012   | 2013   | 2014   | 2015   | 2016   | 2017   | 2018   | 2019      | 2020    | 2021    | 2022    | 2023      |
| ------ | ------ | ------ | ------ | ------ | ------ | ------ | --------- | ------- | ------- | ------- | --------- |
| 351867 | 485713 | 684213 | 705950 | 873169 | 923576 | 987485 | 846 100 1 | 333 299 | 875 468 | 305 873 | 676 201 1 |
|        | ▲      | ▲      | ▲      | ▲      | ▲      | ▲      | ▲         | ▲       | ▼       | ▲       | ▲         |

## أحداث وحوادث
- 12 يوليوز 1961: تحطمت طائرة من نوع إليوشن إل-18 تابعة ل : الخطوط الجوية التشيكية كانت في رحلة جوية قادمة من مطار زيورخ متجهة نحو مطار الرباط سلا بعد تلقيها معلومات تشير إلى طقس سيئ وضباب كثيف في مدرج مطار مدينة سلا مما اضطرها إلى تحويل الإتجاه نحو مطار الدار البيضاء أنفا ولكن الظروف الجوية لم تكن جيدة أيضا فطلب قبطان الطائرة الإذن بالهبوط في قاعدة سلاح الجو الأمريكي وبينما كان يجري الاتصال بالسلطات الأمريكية تحطمت الطائرة التشيكية ومات كل من كان على متنها (64 مسافرا و 8 من أفراد الطاقم).[5][6]
- 21 يناير 2016: خرجت طائرة غير تجارية عن المدرج أثناء هبوطها، الطائرة بقيت متوقفة بجانب المدرج مما سبب في تحويل وجهات عدد من الطائرات الأخرى نحو مطارات الدار البيضاء وفاس وعادت حركة النقل الجوي لاحقا بعدما تم إخلاء هذه الطائرة من المدرج.
- 23 فبراير 2017 :بسبب الأمطار الغزيرة التي سقطت على سلا والتي أغرقت المدرج تم إلغاء رحلة موجهة إلى مدينة بروكسل، كما تم تحويل رحلة قادمة من مارسليا إلى مدينة الدار البيضاء، وعادت حركة النقل الجوي بعد أربع ساعات بعد تفريغ المدرج.